# Liste des compétitions automobiles au Japon
La liste suivante recense les différents championnats automobiles se déroulant au Japon.
| Monoplace               |                                          |           |                                   |                |                         |
| Formule 2 Super Formula | Championnat du Japon de Super Formula    | 1973-...  | Yuji Kunimoto                     | Dallara-Toyota | Kazuyoshi Hoshino (6)   |
| Formule 3               | Championnat du Japon de Formule 3        | 1979-...  | Kenta Yamashita                   | Sabre FC45     |                         |
| Formule Mirage          | Championnat du Japon de Formule Mirage   | 1990-1995 | Tsuyoshi Shimizu                  | Reynard MW001  |                         |
| Formule Toyota          | Championnat du Japon de Formule Toyota   | 1990-2007 | Kei Cozzolino                     | Toyota FT40    |                         |
| Formule Crane 45        | Championnat du Japon de Formule Crane 45 | 1991-1992 | Tetsuji Tamanaka                  |                |                         |
| Formule 4               | Championnat du Japon de F4               | 1993-...  | Toshiki Ōyu                       |                |                         |
| Formule Dream           | Championnat du Japon de Formule Dream    | 1999-2006 | Koudai Tsukakoshi                 | Dome-Honda     |                         |
| Formule Challenge Japon | Formule Challenge Japon                  | 2006-2013 | Kenta Yamashita                   |                |                         |
| Formule 4               | Championnat du Japon de Formule 4        | 2015-...  | Ritomo Miyata                     |                |                         |
| Voiture de sport        |                                          |           |                                   |                |                         |
| Sport-prototype         | Championnat du Japon de sport-prototypes | 1983-1992 | Geoff Lees Jan Lammers            | Toyota         | Kunimitsu Takahashi (4) |
| Grand tourisme          | Super GT                                 | 1990-...  | Takeshi Tsuchiya Takamitsu Matsui | Toyota 86 MC   | Ronnie Quintarelli (4)  |
| Sport-prototype         | Japan Le Mans Challenge                  | 2006-2007 | Hideki Noda Shinsuke Yamazaki     |                |                         |
| Tourisme                |                                          |           |                                   |                |                         |
| Groupe A                | Japanese Touring Car Championship        | 1985-1998 | Masanori Sekiya                   | Toyota Chaser  | Masahiro Hasemi (3)     |
| Drift                   |                                          |           |                                   |                |                         |
| -                       | D1 Grand Prix                            | 2001-...  | Daigo Saito                       | Toyota JZX100  | Youichi Imamura (4)     |

## Course unique
| Catégorie        | Epreuve                        | Années   | Vainqueur en titre                            | Voiture             | Plus titré(s)           |
| ---------------- | ------------------------------ | -------- | --------------------------------------------- | ------------------- | ----------------------- |
| Formule 1        | Grand Prix automobile du Japon | 1963-... | Lewis Hamilton                                | Mercedes W08        | Michael Schumacher (6)  |
| Grand tourisme   | 1 000 kilomètres de Suzuka     | 1966-... | Hiroaki Ishiura Yuji Tachikawa                | Lexus RC-F GT500    | Kunimitsu Takahashi (4) |
| Sport-prototypes | 6 Heures de Fuji               | 1982-... | Stéphane Sarrazin Mike Conway Kamui Kobayashi | Toyota TS050 Hybrid | Hiroshi Fushida (5)     |